# Дејна Појнт (Калифорнија)
Дејна Појнт (енгл. Dana Point) град је у америчкој савезној држави Калифорнија. По попису становништва из 2010. у њему је живело 33.351 становника.

## Демографија
Према попису становништва из 2010. у граду је живело 33.351 становника, што је 1.759 (5,0%) становника мање него 2000. године.
| Група             | 2000.          | 2010.          |
| Белци             | 27.658 (78,8%) | 25.468 (76,4%) |
| Афроамериканци    | 288 (0,8%)     | 294 (0,9%)     |
| Азијати           | 884 (2,5%)     | 1.064 (3,2%)   |
| Хиспаноамериканци | 5.440 (15,5%)  | 5.662 (17,0%)  |
| Укупно            | 35.110         | 33.351         |

## Партнерски градови
- Ајачо